# Lucio Ángel Vallejo Balda
Lucio Ángel Vallejo Balda (Villamediana de Iregua, 12 giugno 1961) è un presbitero spagnolo, già segretario della Prefettura degli affari economici della Santa Sede.

## Biografia
Lucio Ángel Vallejo Balda è nato a Villamediana de Iregua, il 12 giugno 1961, in una famiglia borghese dedita all'agricoltura.
Fin da bambino ha mostrato un'inclinazione verso la vita sacerdotale, entrando a soli otto anni nel seminario minore di Logroño. Qui ha compiuto gli studi ecclesiastici ed è entrato in contatto con l'Opus Dei e poi è entrato nella Società Sacerdotale della Santa Croce, alla cui apparteneva come socio. Ha conseguito la licenza in teologia presso la sede di Burgos della Facoltà di Teologia della Spagna del Nord e il dottorato in teologia presso la Pontificia Università di Salamanca. Ha seguito dei corsi di diritto presso l'Università Nazionale di Educazione a Distanza (UNED) e l'Università di Salamanca.
Il 1º agosto 1987 è stato ordinato presbitero per la diocesi di Astorga da monsignor Antonio Briva Mirabent. Ha poi iniziato il suo ministero come professore della Scuola preparatoria del seminario di Astorga dal 1986 al 1987 e del Collegio Giovanni XXIII di Zamora dal 1987 al 1988. Ha prestato servizio pastorale nelle parrocchie di Pedralba de la Pradería, Calabor, Rihonor de Castilla, Santa Cruz de Abranes e Lobeznos. Tre anni dopo, il vescovo di Astorga Antonio Briva Miravent, lo ha nominato tesoriere della diocesi. Era il più giovane in Spagna a detenere questa posizione, la cui funzione è quella di responsabile dell'economia, della gestione degli investimenti, dei bilanci e del saldo della diocesi. Ha contribuito alla modernizzazione economica e all'introduzione delle nuove tecnologie nella diocesi. Oltre a ciò, è stato responsabile della COPE e del canale Popular TV di Astorga. A causa della carenza di clero ha dovuto prendersi cura di tredici parrocchie della comarca di La Cepeda dal 1991.
Nel corso degli anni, il suo nome cominciò risuonare in seno alla Conferenza Episcopale Spagnola, venendo raccomandato dal sacerdote e persona chiave dell'Episcopato Fernando Gimenez Barriocanal, avendo contribuito alla gestione degli affari economici della Giornata mondiale della gioventù 2011. Dopo di ciò, vista la sua ampia competenza nelle questioni di gestione economica, l'arcivescovo di Madrid Antonio María Rouco Varela lo avrebbe raccomandato in Vaticano a papa Benedetto XVI. Quest'ultimo il 21 settembre 2011 lo nominò segretario della Prefettura degli affari economici della Santa Sede, in sostituzione dell'arcivescovo Vincenzo Di Mauro. Il 18 luglio 2013 papa Francesco lo ha nominato segretario della Pontificia Commissione referente sull'Organizzazione della struttura economico-amministrativa della Santa Sede, carica che mantenne fino alla soppressione della commissione il 22 maggio 2014. L'8 agosto 2013 fu nominato membro del Comitato di Sicurezza Finanziaria.
Il 2 novembre 2015 fu arrestato dalla gendarmeria vaticana nell'ambito del cosiddetto Vatileaks 2, con l'accusa di aver divulgato documenti segreti. Secondo la dichiarazione ufficiale della Santa Sede, avrebbe fornito informazioni riservate, comprese registrazioni del papa stesso, per la pubblicazione del libro Via Crucis. Da registrazioni e documenti inediti la difficile lotta di Papa Francesco per cambiare la Chiesa, pubblicato da Gianluigi Nuzzi nel 2015. Il 7 luglio 2016 fu condannato a 18 mesi di carcere. Il 20 dicembre dello stesso anno, in una nota pubblicata dalla Sala Stampa Vaticana, si comunicò la concessione della clemenza da parte di papa Francesco, con la liberazione condizionale, ma la pena non fu estinta.